# Ernst Schubert (Apotheker)
Ernst Schubert (* 28. September 1937 in Erfurt; † 6. Oktober 2021) war ein deutscher Apotheker und als Sanitätsoffizier (Apotheker) im Dienstgrad Generalapotheker zuletzt Inspizient Wehrpharmazie der Bundeswehr im Sanitätsamt der Bundeswehr am Standort Bonn.

## Biografie
Schubert absolvierte 1956 sein Abitur in Naumburg, verließ dann die Deutsche Demokratische Republik und legte in der Bundesrepublik Deutschland erneut das Abitur ab. Er begann zunächst das Studium der Rechtswissenschaften, war dann in Calw Apothekerpraktikant und studierte nach der pharmazeutischen Vorprüfung an der Universität Tübingen Pharmazie.
Nachdem er 1966 die Approbation als Apotheker erhalten hatte, entschied er sich 1967 nach kurzer Tätigkeit in einer Apotheke für die Laufbahn der Sanitätsoffiziere. Als Stabsapotheker diente er zunächst im Sanitätsdepot Oppenau und ab April 1970 als Leiter des Divisionsstützpunktes für Sanitätsmaterial im Sanitätsbataillon 7 in Hamm, wo er im Juli zum Oberstabsapotheker und im Oktober 1973 zum Oberfeldapotheker befördert wurde. Nach einer Verwendung als Divisionsapotheker im Stab der 7. Panzerdivision in Unna, war er ab April 1974 im Heeresamt zunächst Stellvertretender Heeresapotheker und ab Oktober 1975 Geräteinspizient Heer für Sanitätsmaterial. Ab Oktober 1979 war er im Sanitätsamt der Bundeswehr Dezernatsleiter, ab April 1982 Referent im Bundesministerium der Verteidigung (BMVg) und als Oberstapotheker ab Oktober 1988 auf dem Dienstposten des Heeresapothekers wieder im Heeresamt eingesetzt. Mit der Versetzung auf den Dienstposten des Inspizienten Wehrpharmazie der Bundeswehr am 1. April 1992 erfolgte die Beförderung zum Generalapotheker. Im September 1997 wurde Schubert in den Ruhestand versetzt.
Schubert war verheiratet und lebte in Krauchenwies. Er starb am 6. Oktober 2021.

## Auszeichnungen
- Verdienstmedaille des Verdienstordens der Bundesrepublik Deutschland
- Verdienstkreuz des Verdienstordens der Bundesrepublik Deutschland am Bande